# 가토 다미키치

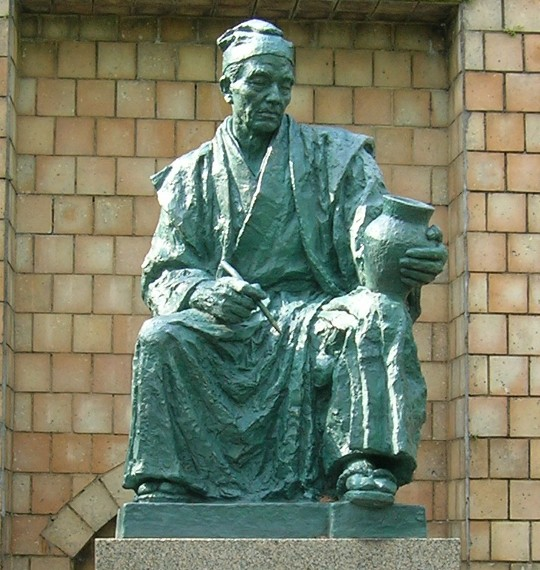

가토 다미키치(加藤民吉, 1772년 ~ 1824년)는 일본 에도 시대의 도공이다.
세토 도자기를 창시하였다. 그 기술은 당시 인기가 높았던 아리타 도자기의 기술을 복제한 것이다.
외지에 나가서 결혼을 하였는데, 어느 날 비밀리에 고향인 세토로 돌아왔다. 뒤를 따라온 아내는 남편에게는 이미 본처와 자식들이 있는 것을 보고 이를 섭섭하게 생각해 연못에 뛰어들어 스스로 목숨을 끊었다.